# Power Up Tour
Tournées par AC/DC
Rock or Bust World Tour
(2015)
Le Power Up Tour (stylisé PWR/UP Tour ) est une tournée européenne de concerts du groupe de rock australien AC/DC, à l'appui de leur dix-septième album studio Power Up (2020).
La tournée a débuté le 17 mai 2024 à Gelsenkirchen, en Allemagne. The Pretty Reckless assure la première partie des concerts de la tournée.

## Historique

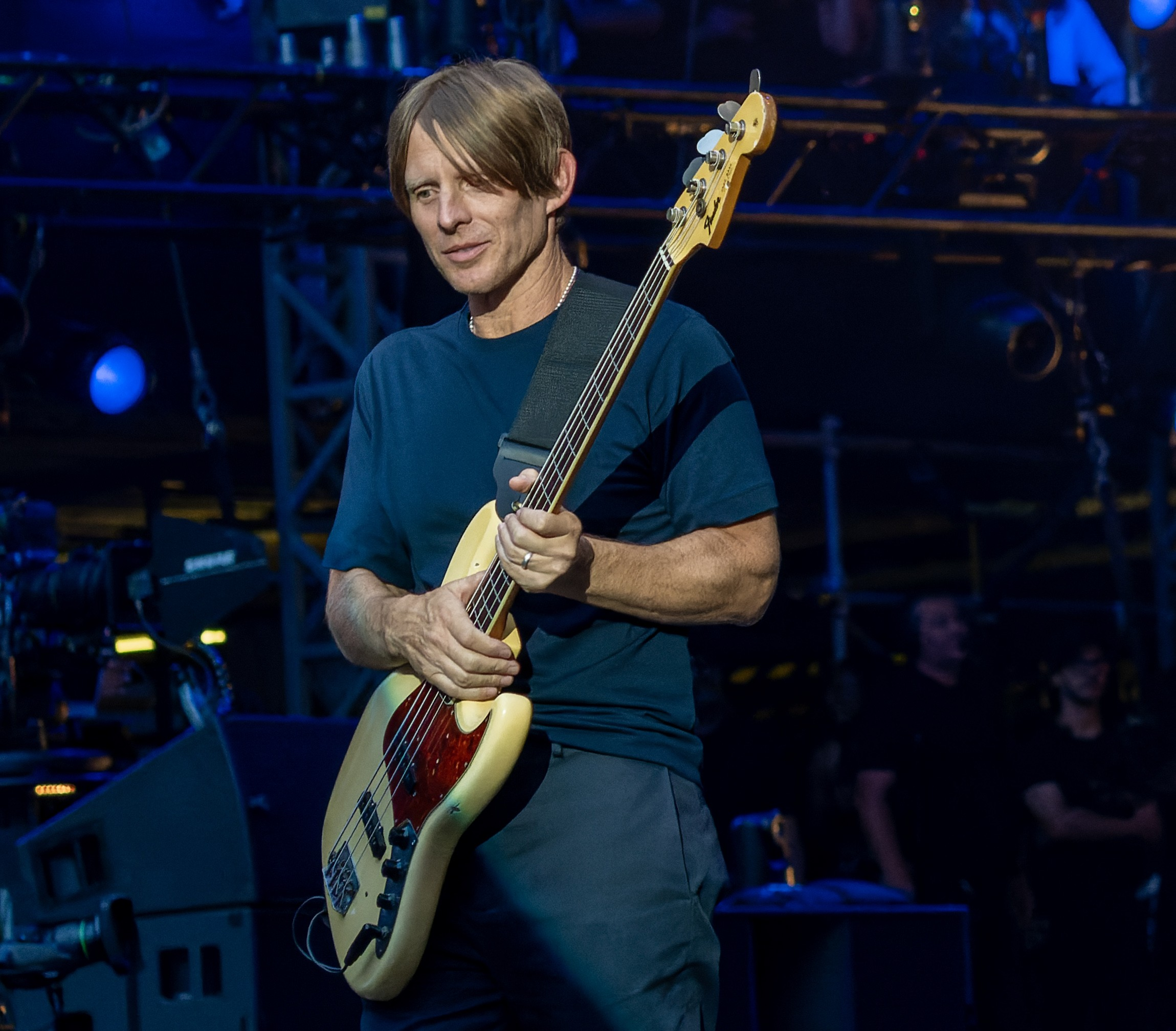
Chris Chaney (photographié en 2022) a remplacé Williams à la guitare basse pour le Power Up Tour.

AC/DC se lance dans la tournée mondiale Rock or Bust en mai 2015, pour soutenir le seizième album studio, Rock or Bust (2014). Le 7 mars 2016, les membres annoncent que les dix dernières dates de la tournée sont reportées car les médecins de Brian Johnson lui ont ordonné d'arrêter immédiatement de jouer, faute de quoi il risquait de devenir complètement sourd. Il est remplacé par le leader de Guns N' Roses, Axl Rose, le 16 avril. Le bassiste Cliff Williams indique pour sa part qu'il quitterait AC/DC après la tournée lors d'une interview avec Jonathan Foerste de Gulfshore Life, le 8 juillet 2016. Après avoir terminé la tournée, AC/DC fait une pause.
En août 2018, les fans et la presse spéculent sur la possibilité que les anciens membres Johnson et Rudd soient de retour et travaillent à nouveau avec le groupe. Un fan vivant près du Warehouse Studio, à Vancouver, affirme par exemple les avoir observés à l'extérieur du studio depuis la fenêtre d'un appartement,. Une photographie de Johnson avec Williams au gymnase de l'hôtel Living Shangri-La à Vancouver en décembre 2018 fait surface, semblant indiquer que Williams a également rejoint le groupe.
Le 7 octobre 2020, le groupe confirme la sortie, prévue le 13 novembre, du nouvel album studio Power Up et sort son premier single, Shot in the Dark. La liste des morceaux de l'album est révélée sur leur site Internet le même jour.
AC/DC joue en tête d'affiche du festival de musique Power Trip, à l'Empire Polo Club à Indio, en Californie, le 7 octobre 2023, avec Williams parmi les membres malgré l'annonce de son départ à la retraite, et le batteur américain Matt Laug remplace Rudd.
Le groupe laisse entrevoir la possibilité de refaire une tournée en 2024 , dont une apparition au Stade olympique de Munich le 12 juin 2024,,. Le 6 février 2024, le groupe publie un teaser sur ses comptes de réseaux sociaux, montrant le symbole de l'éclair du groupe clignotant, avant que les mots « Are You Ready? » n'apparaissent et que démarre leur chanson homonyme,,.
La tournée est officialisée le 12 février 2024, avec l'ancien membre de Jane's Addiction Chris Chaney comme remplaçant de Williams à la basse. Le 16 février, des spectacles supplémentaires sont annoncés, à Séville, Dresde et Hanovre. Le groupe américain The Pretty Reckless doit assurer les premières parties du groupe.
AC/DC annonce une tournée de cinq « Dive bars » à Gelsenkirchen, Séville, Munich, Londres et Paris, intitulée High Voltage Dive Bar. Une photo de la programmation du Power Up Tour est publiée le 12 mai 2024, quelques jours avant le début de la tournée.

## Billetterie
Parallèlement à l'annonce de la tournée, il est révélé qu'aucune mise en vente publique de billets n'aurait lieu : les fans pouvaient s'inscrire pour avoir une chance d'acheter des billets en prévente, le 16 février 2024,
La majorité des dates européennes auront lieu à guichets fermés y compris à Reggio d'Émilie, date pour laquelle les places ont été vendues « en quelques heures ». À Dublin, les fans rencontrent un problème technique avec Ticketmaster, et près de 35 000 personnes font la queue pour acheter des billets. Pendant ce temps, certains fans se disent choqués du fait que le prix des billets physiques démarre à 335 €. Le 28 mars 2024, Chris Dalston, co-directeur de Creative Artists Agency, s'est entretenu avec Pollstar et a rapporté que le groupe avait vendu 1,5 million de billets en une journée pour les dates européennes,.

## Setlist
La setlist suivante a été obtenue lors du spectacle du 17 mai 2024 à Gelsenkirchen, en Allemagne :
1. If You Want Blood (You've Got It)
2. Back in Black
3. Demon Fire
4. Shot Down in Flames
5. Thunderstruck
6. Have a Drink on Me
7. Hells Bells
8. Shot in the Dark
9. Stiff Upper Lip
10. You Shook Me All Night Long
11. Rock 'N Roll Train
12. Shoot to Thrill
13. Sin City
14. Givin the Dog a Bone*
15. Dirty Deeds Done Dirt Cheap
16. Dog Eat Dog*
17. High Voltage
18. Hell Ain't a Bad Place to Be*
19. Riff Raff
20. Highway to Hell
21. Whole Lotta Rosie
22. Let There Be Rock

Rappel
1. T.N.T.
2. For Those About to Rock (We Salute You)

*Givin the Dog a Bone, Dog Eat Dog et Hell Ain't a Bad Place to Be n'ont pas été jouées au concert de Reggio d'Émilie, bien qu'elles figurent sur la setlist imprimée,.

## Concerts de la tournée
| Date (2024) | Ville           | Pays        | Lieu                       | Première partie     | Assistance | Résultat financier |
| ----------- | --------------- | ----------- | -------------------------- | ------------------- | ---------- | ------------------ |
| 17 mai      | Gelsenkirchen   | Allemagne   | Veltins-Arena              | The Pretty Reckless | —          | —                  |
| 21 mai      | Gelsenkirchen   | Allemagne   | Veltins-Arena              | The Pretty Reckless | —          | —                  |
| 25 mai      | Reggio d'Émilie | Italie      | RCF Arena                  | The Pretty Reckless | —          | —                  |
| 29 mai      | Séville         | Espagne     | Stade olympique de Séville | The Pretty Reckless | —          | —                  |
| 1er juin    | Séville         | Espagne     | Stade olympique de Séville | The Pretty Reckless | —          | —                  |
| 5 juin      | Amsterdam       | Pays Bas    | Johan Cruyff Arena         | The Pretty Reckless | —          | —                  |
| 9 Juin      | Munich          | Allemagne   | Stade olympique de Munich  | The Pretty Reckless | —          | —                  |
| 12 juin     | Munich          | Allemagne   | Stade olympique de Munich  | The Pretty Reckless | —          | —                  |
| 16 juin     | Dresde          | Allemagne   | Ostragehege                | The Pretty Reckless | —          | —                  |
| 19 juin     | Dresde          | Allemagne   | Ostragehege                | The Pretty Reckless | —          | —                  |
| 23 juin     | Vienne          | Autriche    | Stade Ernst-Happel         | The Pretty Reckless | —          | —                  |
| 26 juin     | Vienne          | Autriche    | Stade Ernst-Happel         | The Pretty Reckless | —          | —                  |
| 29 juin     | Zurich          | Suisse      | Stade du Letzigrund        | The Pretty Reckless | —          | —                  |
| 3 juillet   | Londres         | Royaume-Uni | Stade de Wembley           | The Pretty Reckless | —          | —                  |
| 7 juillet   | Londres         | Royaume-Uni | Stade de Wembley           | The Pretty Reckless | —          | —                  |
| 13 juillet  | Hockenheim      | Allemagne   | Hockenheimring             | The Pretty Reckless | —          | —                  |
| 17 juillet  | Stuttgart       | Allemagne   | Cannstatter Wasen          | The Pretty Reckless | —          | —                  |
| 21 juillet  | Bratislava      | Slovaquie   | Aéroport de Vajnory        | The Pretty Reckless | —          | —                  |
| 27 juillet  | Nuremberg       | Allemagne   | Reichsparteitagsgelände    | The Pretty Reckless | —          | —                  |
| 31 juillet  | Hanovre         | Allemagne   | Messegelände               | The Pretty Reckless | —          | —                  |
| 9 août      | Dessel          | Belgique    | Festivalpark Stenehei      | The Pretty Reckless | —          | —                  |
| 13 août     | Paris           | France      | Hippodrome de Longchamp    | The Pretty Reckless | —          | —                  |
| 17 août     | Dublin          | Irlande     | Croke Park                 | The Pretty Reckless | —          | —                  |
| Total       | Total           | Total       | Total                      | Total               | —          | —                  |

## Membres
- Brian Johnson : chant principal ;
- Angus Young : guitare solo, chœurs[N 1] ;
- Stevie Young : guitare rythmique, chœurs ;
- Chris Chaney : guitare basse, chœurs ;
- Matt Laug (en) : batterie.